# Ioan Dragu
 (juin 2024).
 (juin 2024).
La mise en forme du texte ne suit pas les recommandations de Wikipédia : il faut le « wikifier ».
Les points d'amélioration suivants sont les cas les plus fréquents :
- Les titres sont pré-formatés par le logiciel. Ils ne sont ni en capitales, ni en gras.
- Le texte ne doit pas être écrit en capitales (les noms de famille non plus), ni en gras, ni en italique, ni en « petit »…
- Le gras n'est utilisé que pour surligner le titre de l'article dans l'introduction, une seule fois.
- L'italique est rarement utilisé : mots en langue étrangère, titres d'œuvres, noms de bateaux, etc.
- Les citations ne sont pas en italique mais en corps de texte normal. Elles sont entourées par des guillemets français : « et ».
- Les listes à puces sont à éviter, des paragraphes rédigés étant largement préférés. Les tableaux sont à réserver à la présentation de données structurées (résultats, etc.).
- Les appels de note de bas de page (petits chiffres en exposant, introduits par l'outil «  Source ») sont à placer entre la fin de phrase et le point final[comme ça].
- Les liens internes (vers d'autres articles de Wikipédia) sont à choisir avec parcimonie. Créez des liens vers des articles approfondissant le sujet. Les termes génériques sans rapport avec le sujet sont à éviter, ainsi que les répétitions de liens vers un même terme.
- Les liens externes sont à placer uniquement dans une section « Liens externes », à la fin de l'article. Ces liens sont à choisir avec parcimonie suivant les règles définies. Si un lien sert de source à l'article, son insertion dans le texte est à faire par les notes de bas de page.
- La présentation des références doit suivre les conventions bibliographiques. Il est recommandé d'utiliser les modèles {{Ouvrage}}, {{Chapitre}}, {{Article}}, {{Lien web}} et/ou {{Bibliographie}}. Le mode d'édition visuel peut mettre en forme automatiquement les références.
- Insérer une infobox (cadre d'informations à droite) n'est pas obligatoire pour parachever la mise en page.

Pour une aide détaillée, merci de consulter Aide:Wikification.
Si vous pensez que ces points ont été résolus, vous pouvez retirer ce bandeau et améliorer la mise en forme d'un autre article.
Pour les articles homonymes, voir Dragu.
Ioan Dragu, né Ionel Drăgescu, le 5 novembre 1889 à Constanța (Roumanie) et mort le 29 octobre 1977 dans le 14e arrondissement de Paris, est un journaliste, écrivain et diplomate roumain, auteur d’écrits de guerre. Il collabore à divers journaux et revues et magazines roumains, souvent en langue française, d’abord sous son nom d’origine, ensuite sous pseudonyme. Il publie dans Adevărul [La Vérité], Avântul [L’Essor], Cuvântul [La Parole], Dacia, Dimineața [Le Matin], Izbânda [Le Triomphe], Înfrățirea [La Fraternisation], L’Indépendance roumaine, La Politique, Le Journal des Balkans, Neamul românesc [La Nation roumaine], Noua revistă română [La Nouvelle revue roumaine], Patria [La Patrie], Ramuri [Ramure], Rampa [La Scène], Universul literar [L’Univers littéraire], Viața românească [La Vie roumaine], etc. En 1946, il prend comme nom définitif son ancien pseudonyme Ion Dragu et il s’exile en France avec son épouse et leurs deux enfants.

## Biographie
Ioan Dragu est le troisième fils de Ioachim Caton Drăgescu (n. 1844 – d. 1915), médecin et publiciste, né Drăghici, ayant des racines dans la région de Mediaş en Transylvanie. Après des études de médecine à Pest et à Turin, où il fut boursier de la Société « Transylvanie», il rentre dans son pays pour exercer sa profession à Craïova, à Tulcea et à Constanța, ensuite de nouveau à Craïova, de 1892 jusqu’à sa retraite à Bucarest, probablement vers 1912-1913.
On trouve Ionel, le futur Ioan Dragu, au début du XXe siècle, élève au Lycée Carol I de Craïova. En 1908-1910, il entame à l’Institut Médico-Militaire de Bucarest des études pour lesquelles il a peu d’affinités et qu’il n’achève pas, préférant accomplir son service militaire obligatoire (1910-1911), afin de pouvoir ensuite se consacrer aux études littéraires à la Faculté de Philosophie et de Lettres à l’Université de Bucarest, jusqu’en 1913, passant sa licence vraisemblablement à Paris.
Dès 1909, Ionel Drăgescu écrit et publie, le plus souvent sous le pseudonyme Ioan Dragu, des articles dans Viața românească [La vie roumaine], Ramuri [Branches], Rampa [La Scène], Universul literar [L’Univers littéraire], La Politique, Le Journal des Balkans, ce qui lui vaut une certaine notoriété. Quelques mois avant l’entrée de la Roumanie dans la Première Guerre Mondiale, il publie son premier volume d’auteur, Profils parlementaires roumains, dans lequel il rassemble quelques-uns de ses articles parus dans Le Journal des Balkans dont il était en 1915 le rédacteur en chef, sur Ionel Brătianu, Take Ionescu, Nicolae Iorga, Alexandru Marghiloman etc., mais la guerre l’empêche de développer le projet, comme il en avait l’intention.

## Les années de guerre et l’après-guerre immédiat
Au moment de l’entrée de la Roumanie dans la Première Guerre Mondiale, Ioan Dragu est mobilisé en tant que sous-lieutenant commandant de peloton et il prend part à la fin de l’été et à l’automne 1916 aux combats du défilée du Jiu et le long de la frontière austro-hongroise contre les troupes d’Erich von Falkenheyn. En novembre, au moment de la retraite générale de l’armée roumaine, nous retrouvons Ioan Dragu, avec son unité, dans les montagnes de Vrancea. Les conditions d’organisation, d’approvisionnement et d’hygiène sont précaires et, au début de 1917, Ioan Dragu est frappé par le typhus exanthématique. Après la réorganisation et le rééquipement  de l’armée roumaine auxquels contribua la Mission Militaire française dirigée par le général Henri Berthelot, l’armée roumaine atteignant la capacité opérationnelle prévue, la division d’Ioan Dragu est mise en position sur le front du Siret. Se trouvant ainsi à proximité du lieu où son frère aîné venait de tomber, Ioan Dragu profite d’une pause pour se rendre sur sa tombe, avant de prendre part aux derniers combats sur le front de Mărăşeşti d’août 1917. Il resta sur les mêmes positions jusqu’au début de l’hiver. Les événements de Russie au cours de cette année charnière de la guerre changent la nature des relations entre les deux pays et les deux armées, initialement alliés. Dans les nouvelles conditions, l’armée russe n’est plus un allié fiable, menaçant même de se transformer en un ennemi redoutable et provoquant des mutineries et des désordres dans les rangs de la population civile, ce qui oblige la Roumanie à la signature d’un armistice à Focşani le 26 novembre/9 décembre 1917. Cet armistice suspend les hostilités avec les Puissances Centrales ; il rend les troupes roumaines disponibles pour permettre au gouvernement d’Ionel I. C. Brătianu de rétablir l’ordre dans le pays par l’utilisation de la force armée contre les unités russes bolchevisées.
À la suite de la rupture des relations entre les gouvernements roumain et russe, le 6 janvier 1918, commence l’occupation militaire de la Bessarabie, devenue entité autonome dans le cadre de la République nouvellement créée par les bolcheviques sur les ruines de l’empire tsariste. Avec les unités roumaines engagées, Ioan Dragu participe aux opérations de Bessarabie pour en chasser l’Armée rouge. Le 24 janvier 1918, La République Démocratique Moldave proclame son indépendance et, deux mois plus tard, à la suite du vote du Grand Conseil du Pays, la Bessarabie rejoint le Royaume de Roumanie. La nouvelle situation politico-militaire entraîne la reprise des négociations de paix avec l’Allemagne et avec les Puissances Centrales et la démobilisation partielle. Ioan Dragu est alors versé dans la vie civile, le 6 mars 1918. Il profite de ce retour à la paix pour écrire: sur la base des notes prises sur le vif, il rédige et fait publier les trois volumes d’écrits de guerre, à l’été-automne de la même année. En même temps, il obtient la dispense nécessaire pour épouser sa cousine germaine Angela Paleologu.

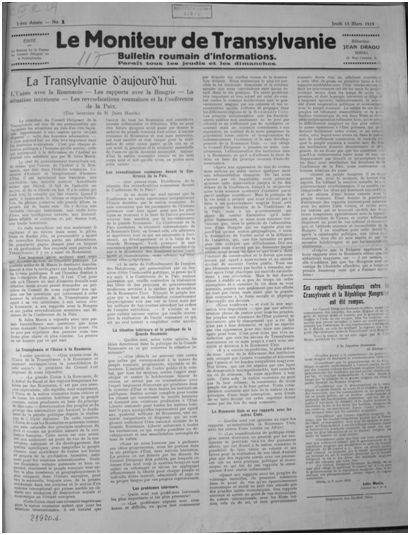
Le Moniteur de Transylvanie : premier numéro.

Le 18 novembre/1er décembre 1918, pendant que se déroulent à Bucarest les cérémonies de la rentrée de la famille royale dans la capitale, une Grande Assemblée Nationale, réunie à Alba-Iulia, proclame l’Intégration de la Transylvanie dans le Royaume de Roumanie. Dans l’attente de la validation de cet acte par le Parlement roumain, la même Assemblée met en place un Conseil Dirigeant siégeant à Sibiu et ayant des prérogatives gouvernementales, afin de préparer l’intégration administrative et politique de la Transylvanie. Ioan Dragu se met aussitôt au service de ce gouvernement régional de transition, ce qui fait qu’on le retrouve dans la rédaction du journal Patria, organe du Parti National. Le 13 mars 1919, il fait paraître à Sibiu Le Moniteur de Transylvanie, édité par le Bureau de presse du Conseil Dirigeant dont le chef est « Jean Dragu ». La publication a pour but d’alimenter en renseignements actualisés la délégation roumaine et les délégations étrangères aux négociations de paix de Paris.
Le Moniteur de Transylvanie était édité dans des conditions précaires. Pratiquement, Ioan Dragu le rédigeait seul, sur la base des renseignements parvenus du pays ou du front au Conseil Dirigent. C’était un bi-hebdomadaire paraissant les jeudis et dimanches, dont on ne connaît pas le tirage. Le journal était rédigé sur une seule feuille, et uniquement sur le recto, le verso restant blanc. Il a eu une existence éphémère, de quelques mois seulement, entre la mi-mars et la fin-juin 1919. Malgré tout, il a joué un rôle stratégique dans le cadre de l’activité du Conseil Dirigeant, portant à la connaissance publique les évolutions de la sphère roumaine à l’intention des instances internationales engagées dans les pourparlers de paix en déroulement à la Conférence de la Paix de Paris. Le Moniteur de Transylvanie doublait partiellement la Gazeta oficială publicată de Consiliul Dirigent al Transilvaniei, Banatului, Maramureșului și părților ungurene [Gazette Officielle publiée par le Conseil Dirigeant de la Transylvanie, du Banat, du Maramureş et des districts Magyars] où étaient publiés les décisions, les décrets, les ordonnances, des divers départements.
Avec le Conseil Dirigeant, Ioan Dragu emménage au début de l’année 1920 à Cluj, où il continue son activité de publiciste, cofonde le premier syndicat des journalistes roumains dont il devient le secrétaire général. C’est toujours ici qu’il change son pseudonyme en Ion Dragu et que viennent au monde les deux enfants de la famille Dragu, Ion (1920-2020) et Florica (1922-2019). En 1924, la famille Dragu rentre à Bucarest où Ioan Dragu intègre la rédaction du quotidien Cuvântul [La Parole], en tant que secrétaire de rédaction. Après la publication de ses écrits de guerre, après son activité politique et journalistique, étant en même temps directeur du magazine  Radio roumaine et rédacteur de l’édition en français du Bulletin de la Fondation Carol Ier, Ioan Dragu se trouve à l’apogée de sa carrière journalistique, sans aucune affiliation politique.

## La carrière diplomatique
La carrière diplomatique d’Ioan Dragu commence le 16 juillet 1928, quand il est nommé attaché de presse et envoyé en mission auprès de la Légation de la Roumanie à Varsovie par le Ministère des Affaires Extérieures. Une année et demie plus tard, il est muté à la Légation de la Roumanie auprès de la Société des Nations siégeant à Genève mais, pour des raisons budgétaires, sa mission prend fin en janvier 1931.
Ioan Dragu passe les cinq années suivantes dans le pays, au début en tant que sous-directeur et directeur de la Direction de la Presse et de la Propagande, s’affirmant comme un des fidèles de Nicolae Titulescu[5]. Entre 1936 et 1939, il travaille de nouveau à l’extérieur, auprès des ambassades roumaines d’Ankara et d’Athène, au rang de conseiller de presse. Rappelé dans le pays, il prend la direction de la Presse et de la Propagande auprès du Ministère de l’Intérieur.
L’éclatement de la Seconde Guerre Mondiale entraîne des changements gouvernementaux, dont la mise en place d’un Ministère de la Propagande Nationale, au sein duquel fut confiée à Ioan Dragu la fonction de secrétaire général, pour un bref délai entre décembre 1939 et février 1940.
À partir du 1er avril 1940, Ioan Dragu est nommé chef du service de presse de l’ambassade de Roumanie en France, ayant pour mission d’établir des liens avec les principales personnalités du monde de la presse, de l’art et de la littérature, ainsi qu’avec des personnalités politiques susceptibles de soutenir les intérêts roumains en France.
La défaite de la France et l’institution du régime de Vichy d’un côté et les troubles politiques qui ont lieu en Roumanie d’autre part – les cessions territoriales, la dictature d’Ion Antonescu, l’abdication forcée du roi Carol II, l’institution de l’État national-légionnaire etc. – rendent sa mission extrêmement malaisée. Afin de maintenir les contacts avec les cercles politiques français, Ioan Dragu s’établit à Vichy, divisant le personnel subordonné en deux bureaux de presse, l’un à Paris, dans la capitale occupée sous administration allemande, où l’on retrouve le jeune écrivain Emil Cioran, et le second à Vichy même, où travaille, entre autres, l’écrivain Eugène Ionesco.
Le changement de régime à Bucarest à partir du 23 août 1944, se répercute directement sur la carrière d’Ioan Dragu. Son poste est transféré au Ministère de l’Information au 1er avril 1946 et le titulaire est rappelé. De retour au pays, il prend conscience de la précarité de sa situation, notamment à cause de ses relations avec les partis historiques, et du fait que certains de ses gestes sont interprétés comme des actes d’hostilité envers le nouveau régime. Ioan Dragu comprend qu’il devait choisir entre une suite de difficultés politiques à l’issue incertaine et la vie en exil avec sa famille. En septembre 1946, il change officiellement d’identité et, sous le nom d’Ionel Dragu, choisit l’exil.
Ioan Dragu retourne en France où, avec un statut de résident à durée déterminée, il vit une vie marquée de contraintes matérielles, mais son tempérament actif le pousse à s’impliquer dans la vie politique des cercles de l’émigration roumaine, spécialement dans le domaine de l’aide aux réfugiés politiques. Cette implication lui vaut dès le début des années 1950 d’entrer dans le collimateur de la Securitate roumaine qui dresse un dossier d’action informative sous la triple suspicion « d’accointances avec les organisations des fugitifs roumains qui mènent une activité hostile contre la République Populaire Roumaine », de collaboration au journal La Nation roumaine, édité par le Comité National roumain des émigrés politiques roumains en exil, enfin d’activité hostile au régime en tant que président de l’Association des Journalistes roumains en exil. Afin de faire face aux besoins matériels mais tout aussi bien pour exercer une activité utile dans ces nouvelles conditions, Ioan Dragu rédige des rapports demandés par les cercles politiques de l’entourage de la présidence française. Entre temps, ses deux enfants ont achevé leurs études et ont des vies familiales et professionnelles qui leur garantissent l’indépendance matérielle. À l’automne 1973, Angela, sa femme meurt et, quatre ans plus tard, Ioan Dragu meurt à son tour, subitement, peu avant la date de ses 88 ans.

## L’œuvre littéraire
L’élaboration de l’œuvre d’Ioan Dragu s’étend sur environ deux ans, entre l’automne 1916 et l’automne 1918. Pratiquement, les notations prises sur le vif au long des années de guerre, dans les tranchées, dans les camps ou en quarantaine, révisées et mises en forme, sont proposées à la publication, après un travail fébrile au cours des mois qui ont suivi la démobilisation de l’auteur au printemps-été 1918. La publication des œuvres d’Ioan Dragu a lieu sur la toile de fond d’événements décisifs, particulièrement dramatiques, qui marginalisent automatiquement la vie et la conscience littéraire nationale.
Dans l’ordre de la publication, le premier volume, Moartea Albă; schițele unui spectator şi memoriile unui exantematic în Moldova [La Mort blanche; ébauches d’un spectateur et mémoires d’un exanthématique en Moldavie], inspiré de l’expérience, toute récente encore et terrible, du combat contre l’épidémie de typhus, relate le vécu de l’auteur au printemps de l’année 1917, entre la retraite de Transylvanie et l’entrée dans le dispositif offensif sur le Siret. La presse de l’époque remarque et recense élogieusement les volumes d’Ioan Dragu au fur et à mesure de leur publication, remarquant leurs qualités littéraires et stylistiques (Gazeta Bucureștilor [La Gazette de Bucarest], Agrarul [L’Agraire]etc.). Tudor Vianu est le premier critique éminent qui livre un commentaire avisé et favorable sur le premier volume d’Ioan Dragu, dans Literatorul, allant même jusqu’à lui reprocher le style, par endroits trop littéraire.
La Mort blanche décrit, comme le suggère bien le titre, la situation dramatique des troupes retirées en Moldavie (restée libre mais assiégée), et de la population roumaine. La surpopulation, provoquée par les vagues de réfugiés et la retraite des troupes, s’est ajoutée à la faiblesse de l’approvisionnement en vivres, aux mauvaises conditions hygiéniques, à la carence de soins et à l’âpreté de l’hiver. Tous ces facteurs conduisirent en peu de temps à la prolifération du typhus exanthématique. L’auteur même, son frère cadet Radu et sa mère se sont retrouvés parmi les malades, avant de réussir à vaincre le typhus.
Dédié « à la mère dolente », La Mort blanche enregistre « la vie et le désarroi de ces journées funèbres » et esquisse le tableau lugubre des efforts de vaincre l’une des épidémies les plus meurtrières de ces années de guerre, la souffrance et les réflexions qui l’accompagnent. Au printemps 1917, les unités roumaines qui avaient essayé sans succès de résister à la poussée des Puissances Centrales, dont la compagnie du sous-lieutenant Jean Dragu se trouvent en Moldavie, devenue le lieu de la retraite et de la réorganisation de l’armée. Ces unités sont non seulement usées, mal nourries et démoralisées, elles sont infestées et contaminées par le typhus exanthématique qui les décime au même titre que l’ennemi, sous les tentes des lazarets de fortune ou logées dans les maisons pauvres des habitants. Tout le paysage – la bise forte, la neige, le froid – reprend et amplifie le tumulte intérieur des pensées et des sentiments des soldats.
La rédaction de Drumuri de sânge. Aspecte de ansamblu, viziuni fugare, note răzlețe şi întâmplări din război [Chemins de sang, vues d’ensemble, visions fugitives, notes éparses, histoires de guerre], est plus longue. L’auteur y relate ses impressions des premiers mois de guerre, de l’étape « héroïque » de l’entrée de la Roumanie en guerre, jusqu’à la défaite et à la retraite, en l’automne-hiver 1917. Le livre paraît à l’automne 1918, dans une période de profondes transformations, qui accaparent toute l’attention de la presse, ce qui fait que le volume passe presque inaperçu. Un commentaire plus consistant est publié sous la signature d’I. Busuioceanu, où l’auteur compare le volume d’Ioan Dragu aux Souvenirs des combats de Turtucaia de George Topârceanu, publiés à la même époque. Mais l’intérêt de la société roumaine, ainsi que celui de l’auteur, visent déjà une autre zone, et ainsi le voile de l’oubli tombe, immérité, sur ces écrits. Il a fallu un siècle avant qu’ils soient rappelés à la mémoire publique par leur republication chez Humanitas, à l’occasion des fêtes commémoratives du centenaire de la Grande Union, en 2018, dans une édition présentée et diffusée à un niveau digne de leur portée historique et de leur valeur mémorielle et littéraire.
Pe urmele bolşevicilor. Notele, impresiile, indiscrețiile unui ofițer român în Basarabia [Aux trousses des bolcheviques. Les notes, les impressions et les indiscrétions d’un officier roumain en Bassarabie] met en lumière l’odyssée des troupes roumaines en Bessarabie en janvier-février 1918, dans le contexte de la multiplication des actions bolcheviques qui avaient déterminé les autorités de Chişinău à solliciter l’aide roumaine afin de faire face à l’anarchie. Les troupes roumaines sont accueillies avec les réactions les plus variées dans les diverses couches de la population, en fonction de leur positionnement politique, depuis l’hostilité et la réserve, jusqu’à l’enthousiasme, plus ou moins authentique, manifesté lors de l’entrée des troupes roumaines à Chişinău.
Les livres d’Ioan Dragu ont été interdits sous le régime communiste, d’un côté à cause de l’activité politique de leur auteur sous la monarchie et en exil, jugée hostile aux yaux des nouvelles autorité, de l’autre à cause du traitement de certains sujets politiquement sensibles, concernant l’histoire récente de la Bessarabie. Enfin, et surtout, l’auteur refusait de glorifier les faits d’armes roumains au cours de la Première Guerre mondiale. Il avait, de la vérité historique, une conception dénuée de triomphalisme nationaliste.

### Œuvres
- Moartea Albă, schițele unui spectator şi memoriile unui exantematic în Moldova [La Mort blanche; ébauches d’un spectateur et mémoires d’un exanthématique en Moldavie], Bucarest : Editions I. Brănișteanu, mai 1918, 91 p.
- Drumuri de sânge. Aspecte de ansamblu, viziuni fugare, note răzlețe şi întâmplări din război [Chemins de sang, vues d’ensemble, visions fugitives, notes éparses, histoires de guerre], Bucarest : Editions de le Librairie H. Steinberg, juillet 1918, 258 p.
- Pe urmele bolşevicilor. Notele, impresiile, indiscrețiile unui ofițer român în Basarabia [Aux trousses des bolcheviques. Les notes, les impressions et les indiscrétions d’un officier roumain en Bassarabie],  Editura Librăriei H. Steinberg, 296 p.

### Réédition
Ioan Dragu, Campania anilor 1916-1918: Drumuri de sânge; Moartea Albă; Pe urmele bolşevicilor [La campagne de 1916-1918. Chemins de sang, La Mort blanche, Aux trousses des bolcheviques]. Edition, sélection et étude introductive par Daniel Cain. Editions Humanitas, Bucarest, 2020, 404 p.

### Distinctions
Ordre « Couronne de la Roumanie » avec épée au grade de chevalier au ruban de la « Vertu militaire », « pour la bravoure et le dévouement dont il a témoigné dans les combats du Jiu et du Caşin où il fut blessé, ainsi que dans ceux de Varnița et de Muscel » (1916-1917).

## Sources
- Daniel Cain, « Ioan Dragu – Journaliste, écrivain, combattant. Étude introductive de Daniel Cain » dans Ioan Dragu, Campania anilor 1916-1918: Drumuri de sânge; Moartea Albă; Pe urmele bolşevicilor [La campagne de 1916-1918. Chemins de sang, La Mort blanche, Aux trousses des bolcheviks]. Edition, sélection et étude introductive par Daniel Cain. Editions Humanitas, Bucarest, 2020, 404 p.
- Gh. I. Georgescu, Contribuții la bibliografia războiului pentru întregirea neamului [Contributions à la bibliographie de la guerre pour l’unification de la nation], Bucarest, 1940.
- Mihail Straje, Dicționar de pseudonime, alonime, anagrame, asteronime, criptonime ale scriitorilor și publiciștilor români [Dictionnaire des pseudonymes, allonymes, anagrammes, astéronymes, cryptonymes des écrivains et des publicistes roumains], Bucarest, Editions Minerva, 1973.
- Casa de Retrageri şi pensiuni a ziariştilor [Fichier de la Caisse des retraites et des pensions] C. R. P. Z., 1931-1943, Bucarest, 1944.
- Fişierul Bibliotecii Academiei Române [Fichier de la Bibliothèque de l’Académie roumaine] B. A. R., 1931-1943, Bucarest.